# La servante
La servante is een olieverfschilderij van de Nederlandse kunstschilder Pieter Oyens, geschilderd in 1881. Het toont een dienstmeisje tijdens een moment van rust, geschilderd in zijn Brussels atelier. Het doek bevindt zich in particuliere collectie.

## Context
Pieter Oyens en zijn tweelingbroer David leken niet alleen ontzettend veel op elkaar, maar hadden ook precies dezelfde interesses en trokken levenslang met elkaar op. Vanaf het einde van de jaren 1860 woonden ze beide in Brussel, waar ze niet alleen een atelier deelden, maar zelfs elkaars modellen. Het model in La servante zien we dan ook meermaals terug, zowel in het werk van Pieter als van David, soms als een Spaans schone, dan weer als cafébezoekster, een andere keer als pianiste, enzovoort.

## Thematiek
Pieter Oyens koos voor zijn werk, net als trouwens zijn broer David, altijd onderwerpen uit de dagelijks leven, doorgaans uit zijn directe omgeving. Daarbij probeerde hij dan een vluchtig moment zo ongekunsteld mogelijk vast te leggen. Dergelijke momentopnamen werden door de broers ook wel "instantité's" genoemd, waarbij het kunstenaarsoog een vervanging was voor het objectief. Belangrijk was ook "l’âme", de ziel van de mens, die moest weergegeven worden tegen de achtergrond van de eigen tijd, oftewel "la vie moderne". Om tot goede moderne kunst te komen moest de kunstenaar bovendien "sincère" zijn, hetgeen wil zeggen: een eerlijke en precieze weergave geven van zijn omgeving.
Het dienstertje dat in La servante wordt "gevangen" lijkt even uit te blazen van haar drukke bezigheden. Het dienblad houdt ze nog in haar hand. Met een weinig allerte, half vermoeide uitdrukking kijkt ze de toeschouwer dan wel de kunstschilder aan. Het tot onderwerp nemen van een dienstmeisje was rond 1880 nog erg ongebruikelijk binnen de Nederlandse en Belgische schilderkunst en werd door velen banaal geacht. Pas in de jaren 1890 zou dit voorbeeld gevolgd worden door schilders als George Hendrik Breitner en Isaac Israëls.

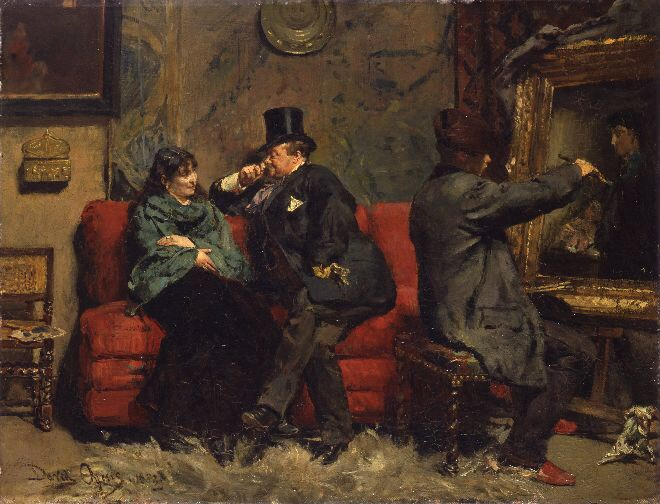
David Oyens: Bezoek in het atelier, 1882, met hetzelfde model en Pieter op de sofa.

## Uitwerking
La servante toont onmiskenbaar de invloed van de Franse schilderkunst uit die tijd. De informele, frontale pose herinnert aan een aantal werken van Édouard Manet. Ook het kleurgebruik, met de sterke zwart-wit contrasten en de opvallende accenten, zoals de vuurrode strik op het hoofd, het blauwe sjaaltje en de blauwe gloed in het haar doen eerder Frans dan Hollands aan. De roze corsage verbindt op subtiele wijze de tint van de handen en het gezicht en voegt tevens een anekdotisch element toe: wellicht refereert het aan een feestelijke gelegenheid.
Compositorisch is het model weergegeven vanuit een opvallend laag gezichtspunt, alsof de schilder voor haar op de grond zit. Opvallend is ook de wat ongelukkige weergave van de linkerhand van het model, waarmee ze het dienstblad vast houdt. De snelle werkwijze van beide Oyens leidde wel vaker tot dergelijke "ongelukjes". Zelf leken ze er weinig mee te zitten, deden ze geen moeite om ze te herstellen en bedachten er zelfs een naam voor: "peccavi" (kleine zondes).